# Pfarreizentrum St. Katharina (Büren an der Aare)

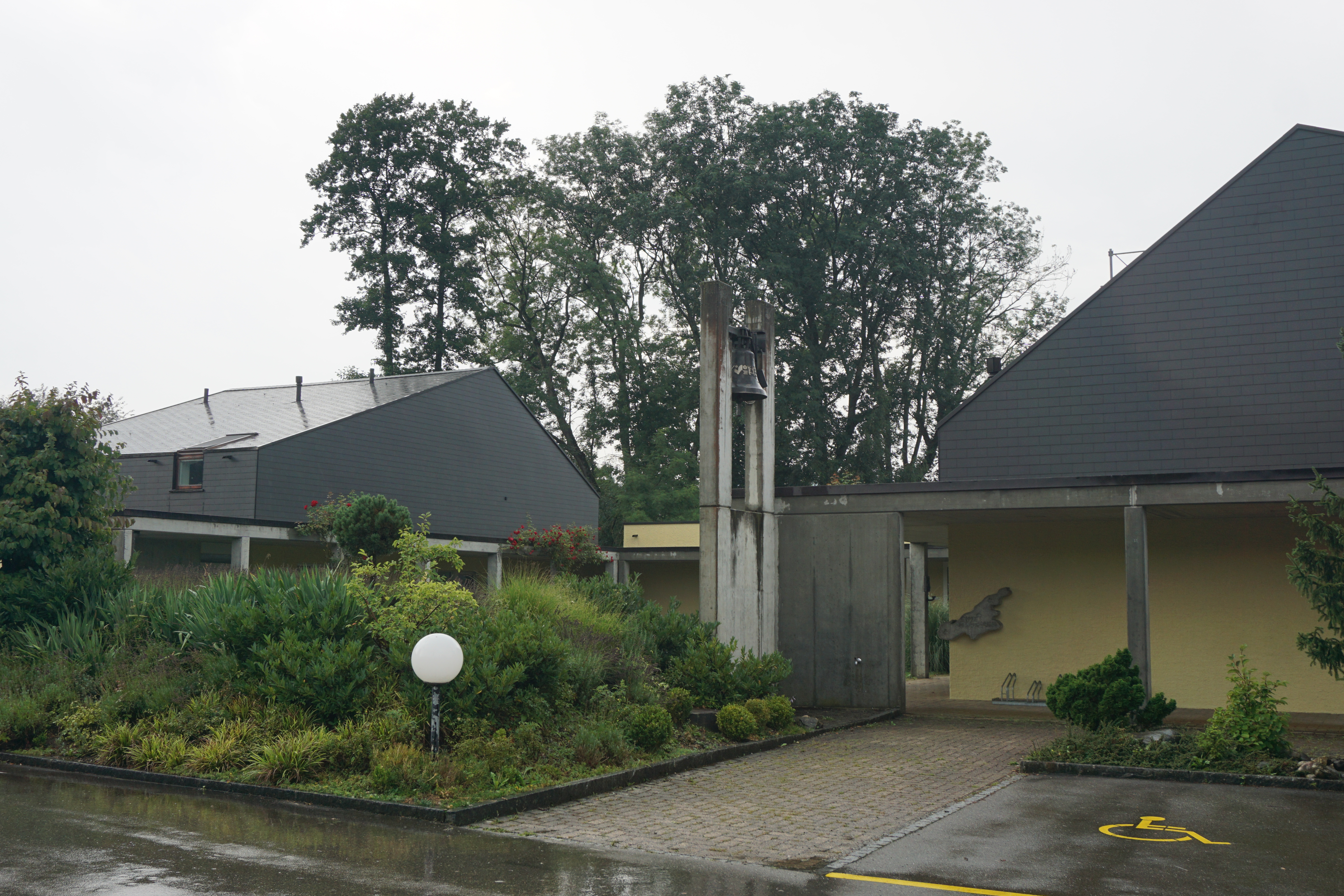
Katholische Kirche St. Katharina Büren

Das Pfarreizentrum St. Katharina in Büren an der Aare ist seit Mai 2017 eines der vier Zentren der neuen regionalen römisch-katholischen Pfarrei Seeland-Lyss, neben Pfarreizentrum St. Maria (Ins), Maria Geburt (Lyss) und Pfarreizentrum St. Peter und Paul (Täuffelen).

## Geschichte und Pfarreistruktur
Am 13. Mai 2017 errichtete Bischof Felix Gmür den Pastoralraum Seeland und dabei wurde Büren ein Teil der neu umschriebenen Pfarrei Seeland-Lyss.
Das Einzugsgebiet des Pfarreizentrums umfasst die Orte Arch, Büetigen, Büren an der Aare, Diessbach bei Büren, Dotzigen, Leuzigen, Meienried, Oberwil bei Büren, Rüti bei Büren, Wengi, Aegerten, Scheuren und Schwadernau.
Bereits 1954 konnten die Katholiken Bürens in einem Schulzimmer und in der reformierten Stadtkirche Eucharistie feiern. 1967 begann man mit der Planung für ein kirchliches Zentrum in Büren. Die beiden Pfarrer Kasimir Jäggi und Anton Sigrist, die von 1956 bis 1976 in der Mutterpfarrei Lyss tätig waren, ermunterten die Katholiken von Büren und der umliegenden Dörfer, sich für eine eigene Kirche einzusetzen. 1971 wurde das Pfarr-Rektorat St. Katharina mit Pater Edmund Ramsperger SJ, errichtet. Mit seiner Initiative wurde das Bauprojekt voran getrieben. In den Wettbewerben zum Neubau eines Kirchenzentrums 1974 und 1975 gewann das Projekt von Architekt Robert Frank aus Lyss mit seinem Berater Architekt G. Grivelli aus Grenchen. Nach der Grundsteinlegung vom 27. November 1976 wurde die Kirche im folgenden Jahr gebaut und am 18. Dezember 1977 von Bischof Otto Wüst unter dem Patronat der Hl. Katharina von Alexandrien eingeweiht.

## Baubeschreibung

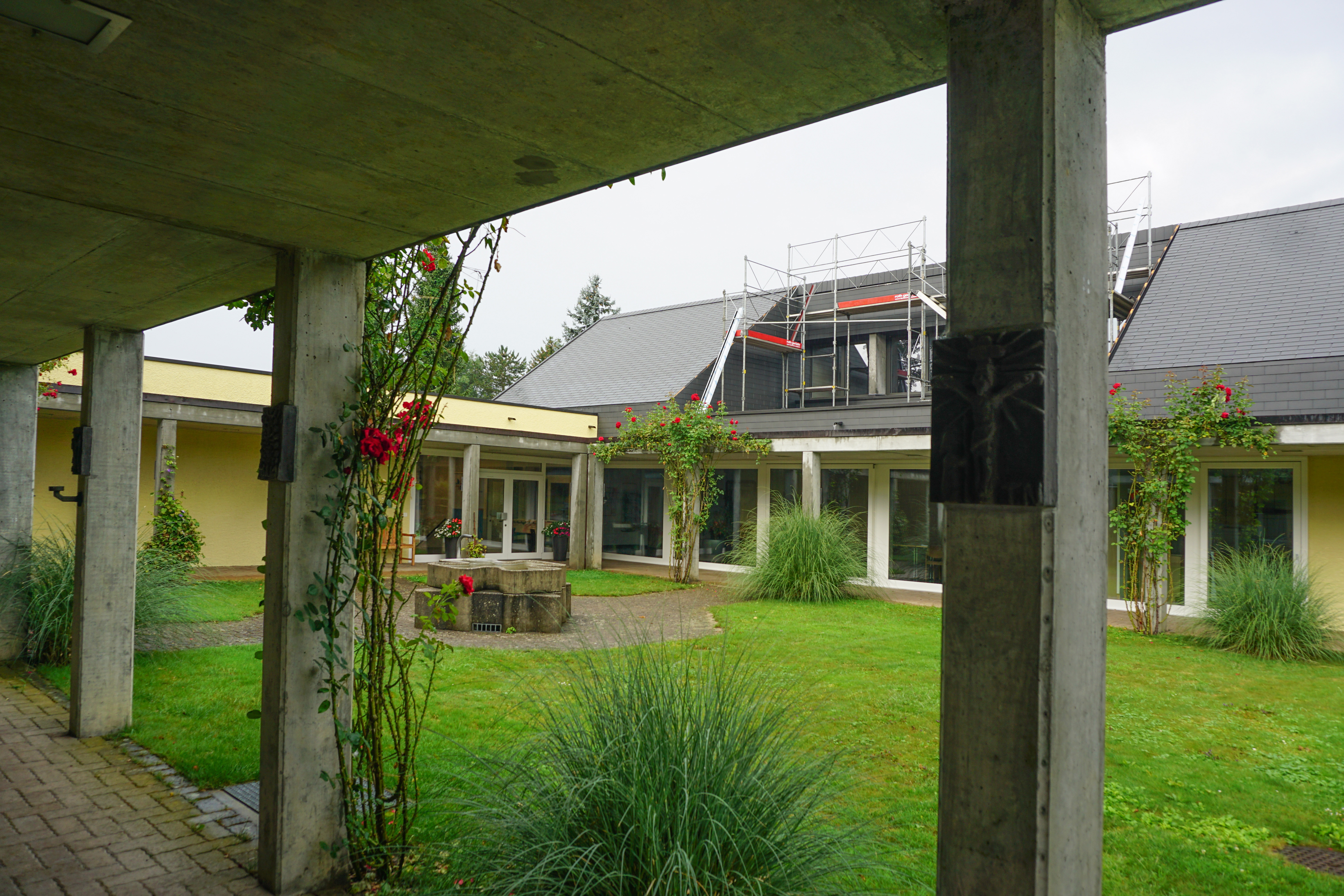
Innenhof

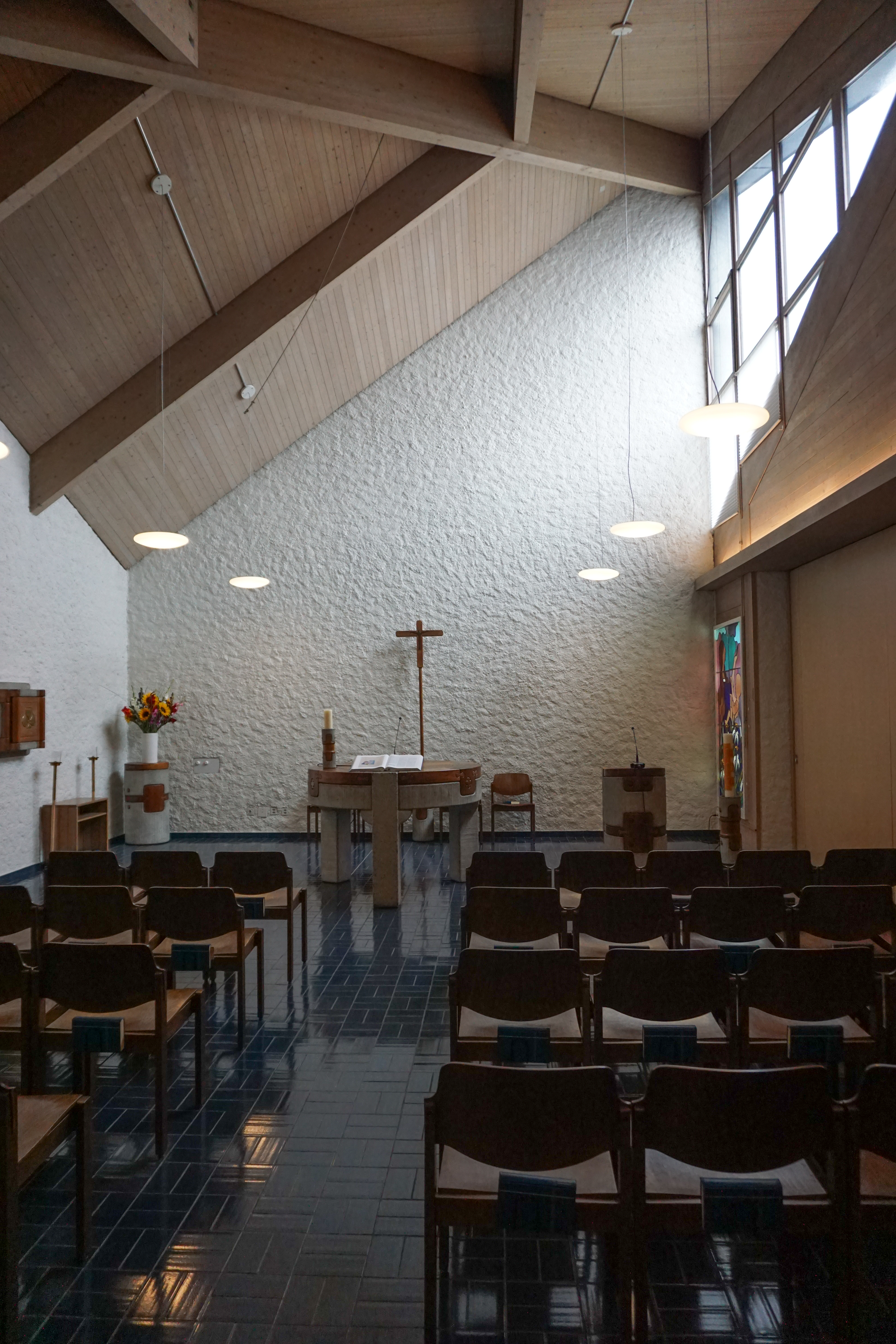
Kirche Innenraum

Die Kirche mit ihren Nebengebäuden steht leicht erhöht fast am Ortsende am Rand der Strasse nach Solothurn. Genügend Autoparkplätze und der öffentliche Verkehr erleichtern den Besuchern aus den weitverstreuten Gemeinden die Teilnahme an den Gottesdiensten und Veranstaltungen. Das Kirchenzentrum entspricht dem Bedürfnis der Benutzer nach einem zweckmässigen unspektakulären Bauwerk.
Auf einem niedrigen Glockenträger an der Ecke der Kirche hängt eine kleine Glocke mit den Wappensymbolen der angeschlossenen Gemeinden. Der Innenhof wird von einem mit 23 Säulen getragenen, gedeckten Umgang umsäumt. Darunter gelangen die Besucher zu den Eingängen der Kirche und den anderen Gebäuden. An den Säulen sind in schwarzem Zement gegossene Reliefs angebracht, die von Schulkindern mit Motiven aus dem Leben Jesu gestaltet wurden. Der ortsansässige Künstler Peter Travaglini hat die Arbeit der Kinder begleitet und vollendet. Er gestaltete auch den Brunnen im Vorhof und ebenso das liturgischem Mobiliar der Kirche sowie die bemalten Glasfenster.
Das Seitenfenster der Kirche stellt eine Madonna mit Kind in einem Lilienfeld dar. Im Fenster des anschliessenden Gemeindesaals begegnet eine martialisch wirkende Gruppe von neuzeitlichen Menschen einer aus einem Blumenfeld hervor tretenden Jungfrau die ein Kreuz voran trägt. Dargestellt ist eine Legende der heiligen Katharina, als sie den Truppen des Römischen Kaisers Maxentius entgegentrat, um ihn zum Christentum zu bekehren. Sie stellte sich einer Anzahl von Gelehrten zur Diskussion und überzeugte sie durch ihre kluge Argumentation.
Das Patronat, der nicht authentisch verbürgten Heiligen aus dem 3. Jahrhundert für die katholische Kirche, war vom Präsidenten der reformierten Kirchgemeinde angeregt worden. Denn St. Katharina war vor der Reformation die Patronin der Stadtkirche und des Städtchens Büren. Ihr Bildnis war bis ins 19. Jahrhundert noch im Stadtsiegel enthalten.
Der hohe Kirchenraum ist mit beweglichen Scheidewänden vom Gemeindesaal und vom Foyer abgetrennt. Damit wird eine Erweiterung für bis zu 300 Personen und eine unterschiedliche Nutzung der Räume möglich.

## Orgel

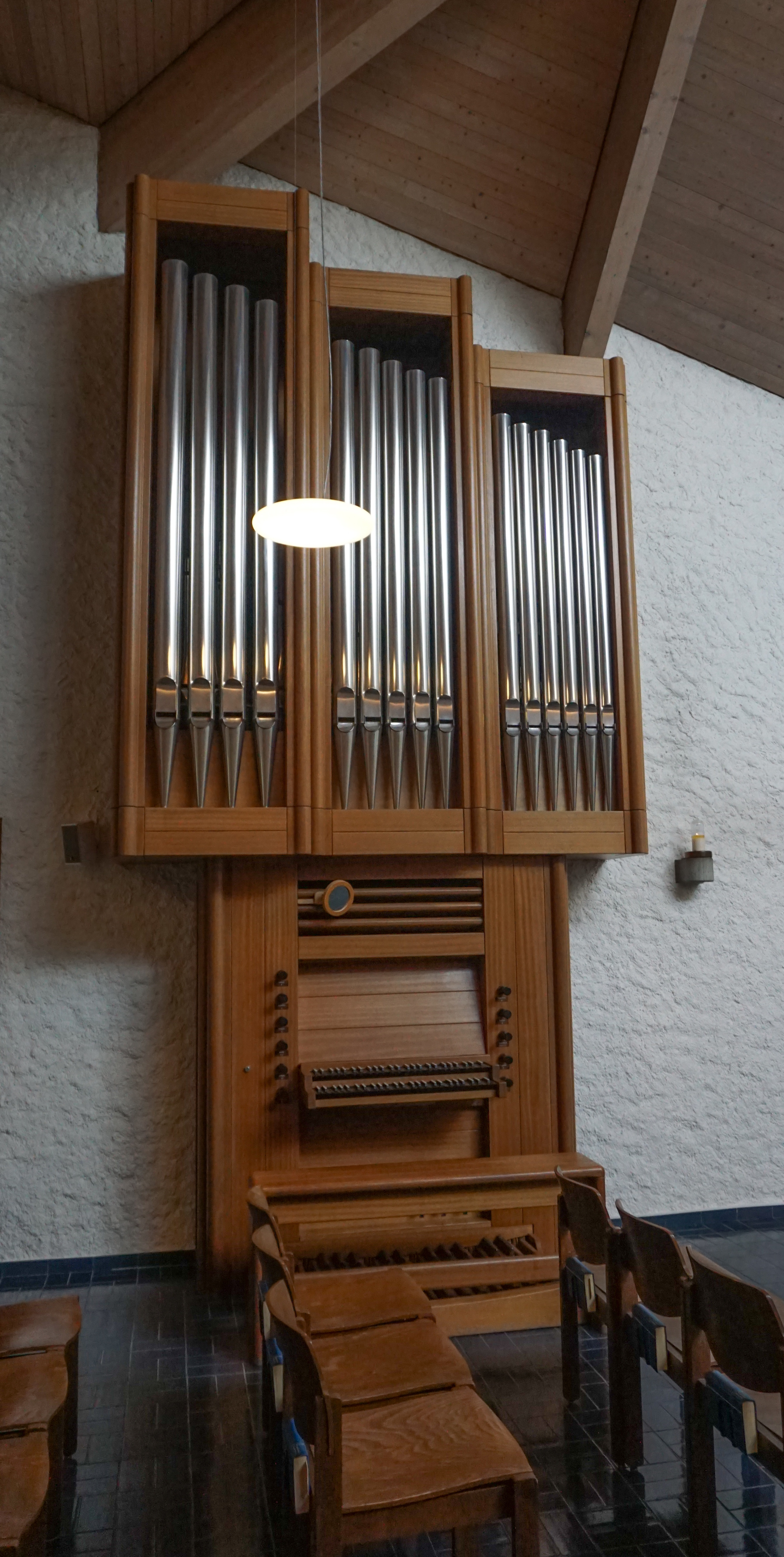
Orgel

1989 wurde in der Kirche die Orgel mit 2 Manualen und Pedal von Orgelbauer Erwin Erni, Stans, aufgestellt. Sie besitzt 11 klingende Register mit zwei Vorabzügen, mit mechanischer Spiel- und Registertraktur und Schleifladen. Die Disposition lautet wie folgt:
| I Hauptwerk C–g3  |               |
| Koppelflöte       | 8′            |
| Prinzipal         | 4′            |
| Quinte (Vorabzug) | 2 ⁄3′         |
| Flageolet         | 2′            |
| Terz (Vorabzug)   | 1 3⁄5′        |
| Sesquialter       | 2 ⁄3′+ 1 3⁄5′ |
| Mixtur            | 1 ⁄3′         |

| II Positiv C–g3 |       |
| Gedackt         | 8′    |
| Blockflöte      | 4′    |
| Prinzipal       | 2′    |
| Quinte          | 1 ⁄3′ |

| Pedal C–f1  |     |
| Subbass     | 16′ |
| Gedacktbass | 8′  |

- Koppeln: II/I, I/P, II/P